# Concesión Rudd
La Concesión Rudd (en inglés, Rudd Concession) es una concesión escrita de derechos exclusivos de explotación minera en Matabelelandia, Mashonalandia y otros territorios adyacentes en el moderno Zimbabue, firmada el 30 de octubre de 1888 por el rey Lobengula de Matabelelandia a Charles Rudd, James Rochfort Maguire y Francis Thompson, tres agentes que actuaban en nombre del político y empresario con actividades en Sudáfrica Cecil Rhodes. A pesar de posteriores intentos de rechazarla por parte de Lobengula, resultó la base para la Carta Real concedida por el Reino Unido a la Compañía Británica de Sudáfrica de Rhodes en octubre de 1889 y, posteriormente, para la ocupación de la Columna de los Pioneros de Mashonalandia en 1890, que marcó el comienzo del asentamiento europeo, de su administración y desarrollo en lo que con el tiempo se convirtió en Rodesia, llamado así por Rhodes, en 1895.
La búsqueda por parte de Rhodes de los derechos mineros exclusivos en Matabelelandia, Mashonalandia y las áreas circundantes fue motivada por su deseo de anexarlos al Imperio británico como parte de su ambición personal de la construcción de un ferrocarril de Ciudad del Cabo a El Cairo que conectara todas las colonias británicas de África. La obtención de una concesión minera le permitiría convencer al gobierno británico de que creara una compañía privilegiada con el poder de anexar y administrar la cuenca de los ríos Limpopo y Zambeze en nombre del Reino Unido. A principios de 1888 Rhodes organizó la firma de un tratado de amistad entre los británicos y la tribu matabele, y luego envió una delegación encabezada por Charles Rudd para obtener los derechos mineros. Este grupo superó a Edward Arthur Maund, empleado de un consorcio rival de Londres, y entabló largas negociaciones con el rey Lobengula y su consejo de líderes tribales llamados izinDuna.
La concesión estipulaba que a cambio de armas y dinero, el rey concedía a Rudd el derecho exclusivo de explotar los recursos minerales en su territorio y el poder de defender esa exclusividad por la fuerza. Desde principios de 1889, el soberano intentó en varias ocasiones desautorizar el documento argumentando que había sido engañado respecto a los términos establecidos. En particular, argumentó que las restricciones a las actividades de los beneficiarios habían sido aceptadas verbalmente, y las consideraba parte del contrato. Trató de convencer al gobierno británico de que la concesión no era válida y envió emisarios a la reina Victoria en el castillo de Windsor, pero sus esfuerzos fueron en vano.
El consorcio londinense competidor y Rhodes unieron sus intereses y este último viajó a Londres en marzo de 1899. Su solicitud en conjunto de una Carta Real obtuvo un apoyo popular y político significativo en los meses siguientes y el primer ministro lord Salisbury aprobó su concesión en octubre. La Compañía Británica de Sudáfrica ocupó y anexó Mashonalandia un año después. Lobengula intentó oponerse a la concesión de Rudd otorgando derechos similares al empresario alemán Eduard Lippert en 1891, pero Rhodes adquirió esta concesión unos meses después. Las tropas de la compañía invadieron Matabelelandia durante la primera guerra matabele en 1894, y Lobengula murió de viruela en el exilio poco después.

## Antecedentes

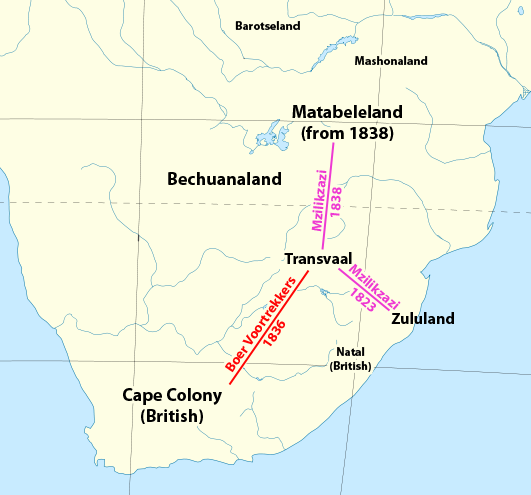
Mapa del sur de África que muestra las migraciones que tuvieron lugar en las décadas de 1820 y 1830.

Durante la década de 1810 el rey guerrero Shaka estableció en el sur de África el Reino zulú, cuando unió a varios clanes rivales en una monarquía centralizada. Entre los principales líderes y comandantes militares del Reino zulú se encontraba Mzilikazi, que disfrutó de un alto favor real durante un tiempo, pero finalmente provocó la ira del rey al ofenderlo de forma reiterada. Cuando Shaka obligó a Mzilikazi y sus seguidores a abandonar el país en 1823, se trasladaron al noroeste al Transvaal, donde se les conoció como los ndebele o matabele, nombres que se traducen como «hombres de escudos largos». En medio del período de guerra y caos llamado de forma local mfecane («aplastamiento»), los matabele se convirtieron rápidamente en la tribu dominante de la región. En 1836 negociaron un tratado de paz con Benjamin D'Urban, gobernador de la colonia británica del Cabo, pero el mismo año bóeres se trasladaron a la zona, durante su Gran Trek lejos del dominio británico en el Cabo. Estos recién llegados pronto derrocaron el dominio de Mzilikazi sobre el Transvaal, obligándolo a liderar otra migración hacia el norte en 1838. Cruzando el río Limpopo, los matabele se asentaron en el suroeste de la cuenca del Zambeze-Limpopo, en el área conocida desde ese momento como Matabelelandia.
La cultura matabele reflejó a la de los zulúes en muchos aspectos. El idioma de los matabele, el sindebele, se basaba en gran parte en el zulú y, al igual que Zululandia, Matabelelandia tenía una fuerte tradición marcial. Los hombres matabele pasaban por una educación espartana, diseñada para producir guerreros disciplinados, y la organización militar dictaba en gran medida la distribución de las responsabilidades administrativas. El inkosi («rey») nombraba a varios izinDuna, que actuaban como líderes tribales tanto en asuntos militares como civiles. Al igual que los zulúes, los matabele se referían a un regimiento de guerreros como impi. El pueblo mashona, que había habitado el noreste de la región durante siglos, superaba en gran medida a los matabele, pero eran más débiles militarmente, por lo que en gran medida entraron en un estado de sumisión tributaria. Mzilikazi acordó dos tratados con los bóeres de Transvaal en 1853, primero con Andries Potgieter —quien murió poco antes de que terminaran las negociaciones—, y luego con Andries Pretorius. El primer tratado, que no llevaba la firma de Mzilikazi, pretendía convertir a Matabelelandia en un virtual protectorado de Transvaal, mientras que el segundo, promulagdo más correctamente, comprendía un acuerdo de paz más equitativo.

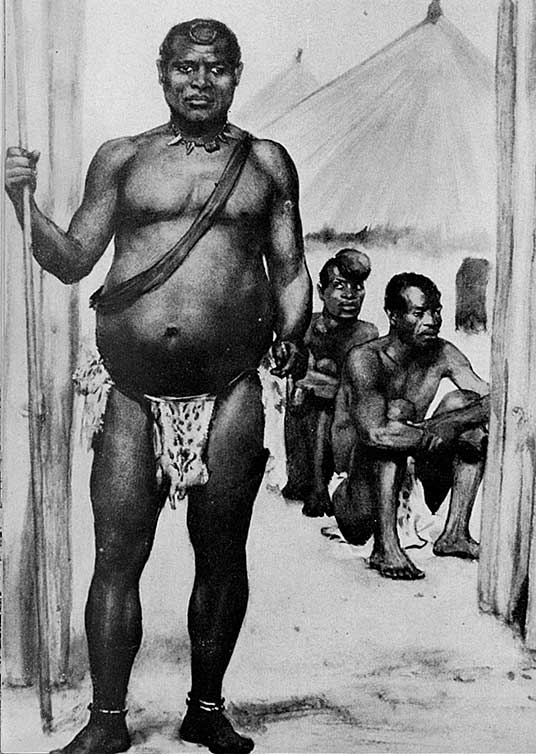
Rey Lobengula, en un dibujo póstumo basado en un boceto contemporáneo.

Después de la muerte de Mzilikazi en 1868, su hijo Lobengula lo reemplazó en 1870, luego de una breve lucha por la sucesión. Alto y bien formado, Lobengula se consideraba generalmente reflexivo y sensato, incluso según los relatos occidentales contemporáneos. Según el cazador de animales mayores Frederick Hugh Barber, quien lo conoció en 1875, era ingenioso, mentalmente agudo y autoritario: «cada centímetro suyo es un rey». Con base en su kraal real en Bulawayo, Lobengula estaba al principio abierto a empresas occidentales en su territorio, adoptando ropa de estilo occidental y otorgando concesiones mineras y licencias de caza a visitantes blancos a cambio de libras esterlinas, armas y municiones. Debido al analfabetismo del rey, estos documentos fueron preparados en inglés o neerlandés por blancos que se instalaron en su kraal y, para asegurarse de que lo que estaba escrito reflejara genuinamente lo que había dicho, Lobengula hacía que sus palabras fueran traducidas y transcritas por uno de los blancos, y luego traducidas por otro. Una vez que el rey estaba satisfecho de la veracidad de la traducción escrita, firmaba, añadía el sello real —que representaba un elefante—, y luego hacía que el documento fuera firmado y presenciado por varios hombres blancos, al menos uno de los cuales también escribiría un endoso de la proclamación.
Por razones poco claras, la actitud de Lobengula hacia los extranjeros se revirtió de manera drástica a fines de la década de 1870. Descartó su ropa occidental en favor de prendas de piel de animal más tradicionales, dejó de apoyar empresas comerciales, y comenzó a restringir el movimiento de blancos dentro y alrededor de su país. Sin embargo, los blancos siguieron llegando, particularmente después del descubrimiento en 1886 de depósitos de oro en la República Sudafricana —o Transvaal—, lo que provocó la fiebre del oro de Witwatersrand y la fundación de Johannesburgo. Después de que los rumores se extendieran entre los buscadores de Witwatersrand —o Rand— de áreas aún más ricas, «un segundo Rand», al norte del Limpopo, los mineros comenzaron a migrar hacia el norte para buscar concesiones de Lobengula que les permitieran buscar oro en Matabelelandia y Mashonalandia. Estos esfuerzos fueron en su mayoría en vano. Aparte de la Concesión Tati, que cubría una pequeña franja de tierra en la frontera con el Protectorado de Bechuanalandia donde los mineros habían operado desde 1868, las operaciones mineras en la cuenca hidrográfica seguían siendo pocas y distantes entre sí.
La principal figura empresarial y política del sur de África en ese momento era Cecil Rhodes, hijo de un vicario que había llegado de Inglaterra en 1870, a la edad de 17 años. Desde que ingresó al comercio de diamantes en Kimberley en 1871, Rhodes había ganado un dominio casi completo del mercado mundial de diamantes con la ayuda de Charles Rudd, Alfred Beit y otros socios comerciales, así como el generoso respaldo financiero de Nathan Mayer Rothschild. Rhodes también fue miembro del Parlamento del Cabo, habiendo sido elegido en 1881. En medio del reparto europeo de África, previó la anexión al Imperio británico de territorios que conectarían el Cabo, en el extremo sur de África, con El Cairo, la ciudad egipcia en el extremo norte del continente, a través de la construcción de un ferrocarril que uniera las dos ciudades. Esta ambición fue desafiada en el sur por la presencia de las Repúblicas bóeres y, justo al norte de ellas, los dominios de Lobengula. El hecho de que la región de Zambeze-Limpopo no cayera en ninguna de las «esferas de influencia» definidas en la Conferencia de Berlín de 1884-1885 complicó aún más las cosas, ya que la República de Transvaal, los alemanes y los portugueses también estaban mostrando interés en la zona, para disgusto de Lobengula y Rhodes.

## Tratado de Moffat

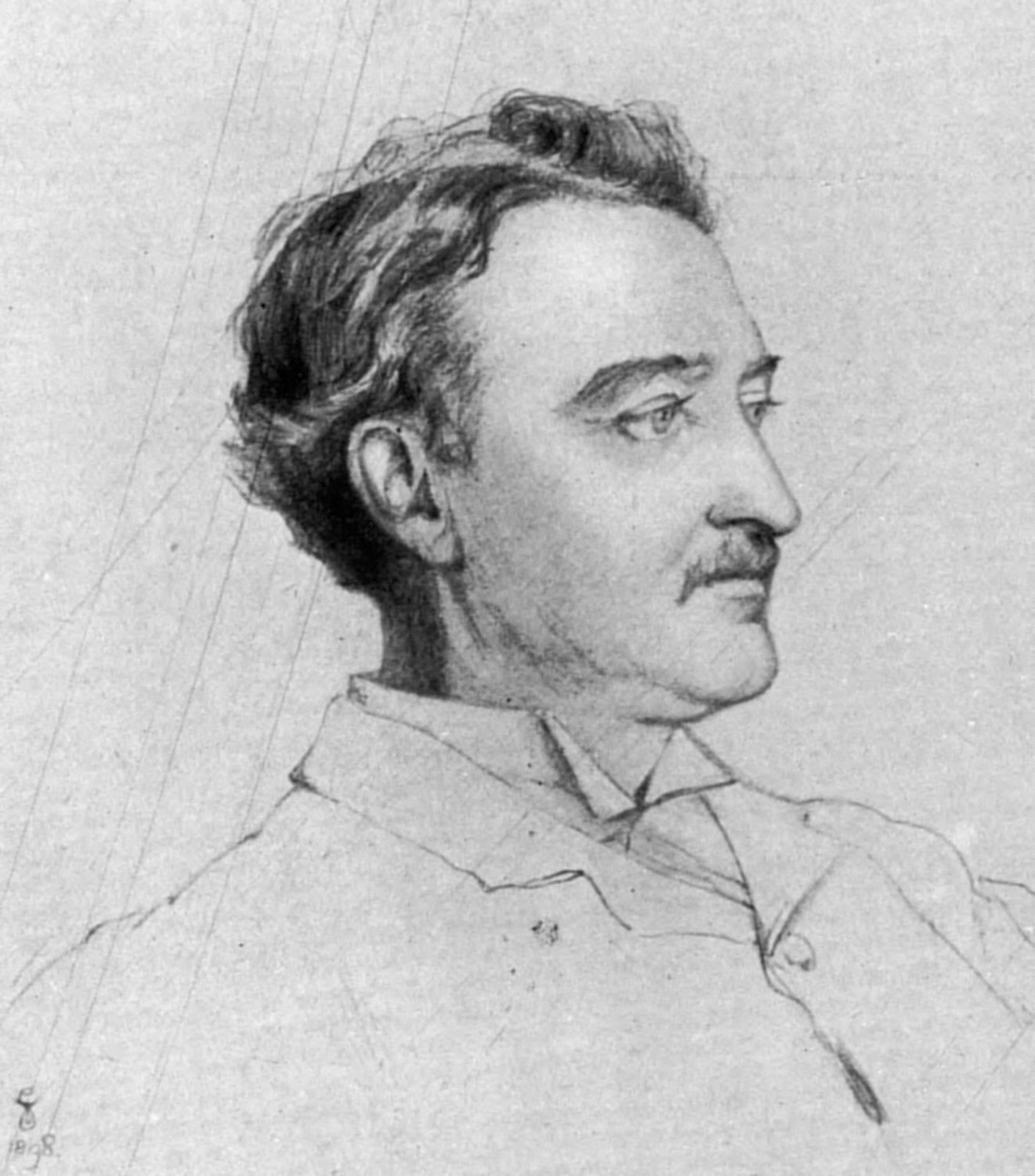
Cecil Rhodes, en un dibujo de Violet Manners.

Rhodes comenzó a abogar por la anexión por parte del Reino Unido de Matabelelandia y Mashonalandia en 1887 al presionar a varios altos funcionarios coloniales, principalmente el alto comisionado para África del Sur Hercules Robinson, y Sidney Shippard, administrador británico en la colonia de la Corona de Bechuanalandia —que comprendía la parte sur de ese país—. Shippard, un viejo amigo de Rhodes, pronto se convenció de la idea, y en mayo de 1887 el administrador escribió a Robinson apoyando firmemente la anexión de los territorios, particularmente Mashonalandia, que describió como «sin comparación, el país más valioso del sur del Zambeze». Sin embargo, fueron los bóeres los primeros en lograr éxitos diplomáticos con Lobengula. Pieter Grobler consiguió un tratado de «renovación de la amistad» entre Matabelelandia y la República Sudafricana en julio de 1887. El mismo mes, Robinson organizó el nombramiento de John Smith Moffat, un misionero de origen local, como comisionado asistente en Bechuanalandia. A Moffat, conocido por Lobengula, se le otorgó este puesto con la esperanza de que pudiera hacer que el rey fuera menos cordial con los bóeres y más probritánico.

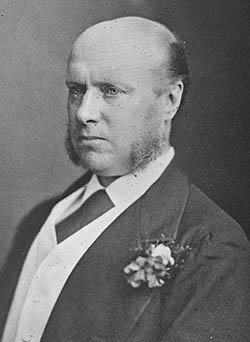
Hercules Robinson, alto comisionado para África del Sur.

En septiembre de 1887 Robinson le escribió a Lobengula, a través de Moffat, instando al rey a no otorgar concesiones de ningún tipo a agentes de Transvaal, alemanes o portugueses sin antes consultar con el misionero. Moffat llegó a Bulawayo el 29 de noviembre y encontró a Grobler todavía allí. Debido a que el texto exacto del tratado de Grobler no se había hecho público, los observadores externos no tenían claro exactamente qué se había acordado con Lobengula en julio, y, en medio de la incertidumbre, los periódicos de Sudáfrica informaron que el tratado había convertido a Matabelelandia en un protectorado de la República Sudafricana. Moffat hizo averiguaciones en Bulawayo, y Grobler negó los informes periodísticos sobre un protectorado de Transvaal sobre el país de Lobengula, mientras que el rey dijo que sí existía un acuerdo, pero que era una renovación del tratado de paz de Pretorius y nada más.
En Pretoria, a principios de diciembre, otro agente británico se reunió con Paul Kruger, el presidente de la República Sudafricana, quien, según los informes, dijo que su gobierno ahora consideraba que Matabelelandia estaba bajo «protección y soberanía» de Transvaal, y que una de las cláusulas del tratado de Grobler había sido que Lobengula no podía «otorgar concesiones ni establecer contacto alguno con nadie» sin la aprobación de Pretoria. Reunidos en Grahamstown el día de Navidad, Rhodes, Shippard y Robinson acordaron instruir a Moffat para que investigara el asunto con Lobengula, y para obtener una copia del tratado de Grobler para una mayor aclaración, así como para concertar un tratado formal anglo-matabele, que tendría disposiciones para evitar que Lobengula celebre más acuerdos con potencias extranjeras distintas de Reino Unido.
Lobengula estaba alarmado por la forma en que algunos percibían sus negociaciones con Grobler, por lo que se mostró reacio a firmar más acuerdos con extranjeros. A pesar de su familiaridad con Moffat, el rey no lo consideró por encima de toda sospecha y dudó en comprometerse firmemente con los británicos. Como dijo Moffat sobre el liderazgo de Matabele en general, «puede que nos prefieran, pero le temen más a los bóeres». Las negociaciones de Moffat con el rey e izinDuna fueron, por tanto, muy largas e incómodas. El misionero presentó el tratado británico propuesto como una oferta para renovar el promulgado por d'Urban y Mzilikazi en 1836. Le dijo a los matabele que los bóeres los estaban engañando, que la interpretación de Pretoria del tratado de Grobler difería mucho de la suya y que la propuesta británica servía mejor a los intereses matabele en cualquier caso. El 11 de febrero de 1888 Lobengula aceptó y colocó su firma y sello al pie del acuerdo. El documento proclamaba que los matabele y los británicos estaban ahora en paz, que Lobengula no entraría en ningún tipo de correspondencia diplomática con ningún país aparte de Reino Unido, y que el rey no «vendería, enajenaría ni cedería» ninguna parte de Matabelelandia o Mashonalandia a nadie.

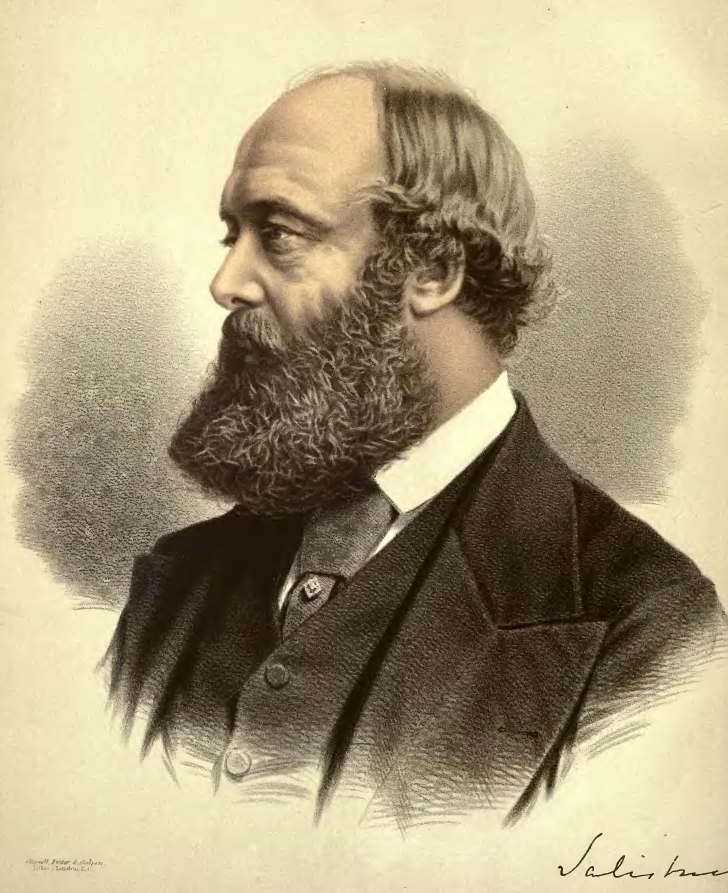
Lord Salisbury, primer ministro británico.

El documento tenía una forma unilateral y solo describía lo que haría Lobengula para evitar que se rompiera alguna de estas condiciones. Shippard tenía dudas sobre esto y el hecho de que ninguno de los izinDuna había firmado la proclamación, y le preguntó a Robinson si sería aconsejable negociar otro tratado. Robinson respondió negativamente, razonando que reabrir las conversaciones con Lobengula tan pronto solo lo haría sospechar. Los ministros británicos en Whitehall percibieron el carácter unilateral del tratado como ventajoso para Reino Unido, ya que no comprometía al gobierno de Su Majestad a ningún curso de acción en particular. Lord Salisbury, el primer ministro británico, dictaminó que el tratado de Moffat superó al de Grobler, a pesar de haber sido firmado en una fecha posterior, porque el Tratado de Londres de 1884 impedía a la República Sudafricana hacer tratados con cualquier estado aparte del Estado Libre de Orange. Se permitieron los tratados con «tribus nativas» al norte del Limpopo, pero el primer ministro afirmó que Matabelelandia estaba organizada de manera demasiado cohesiva para ser considerada como una mera tribu y, en cambio, debería considerarse como una nación. A partir de este razonamiento, concluyó que el tratado de Grobler era ultra vires y carecía de sentido legal. Whitehall pronto le dio permiso a Robinson para ratificar el acuerdo de Moffat, que se anunció al público en Ciudad del Cabo el 25 de abril de 1888.
Para Rhodes, el acuerdo que Moffat había hecho con Lobengula fue crucial, ya que ganó tiempo que le permitió dedicar la atención necesaria a la fusión final de los intereses diamantíferos sudafricanos. Una posible salida de la situación para Lobengula era liderar otra migración matabele a través del Zambeze, pero Rhodes esperaba mantener al rey donde estaba por el momento como un amortiguador contra la expansión de los bóeres. En marzo de 1888 Rhodes compró la compañía de su último competidor, el antiguo empresario de circos convertido en millonario Barney Barnato, para formar De Beers Consolidated Mines, un monopolio nacional en expansión que controlaba el 90 % de la producción mundial de diamantes. Barnato quería limitar a De Beers a la minería de diamantes, pero Rhodes insistió en que iba a utilizar la empresa para «ganar el norte»: con este fin, se aseguró de que la escritura de fideicomiso de De Beers permitiera actividades muy alejadas de la minería, incluida la banca y la construcción de ferrocarriles, la capacidad para anexar y gobernar tierras, y el levantamiento de las fuerzas armadas. Todo esto otorgó a la inmensamente rica empresa poderes similares a los de la Compañía de las Indias Orientales, que había gobernado India en nombre de Reino Unido desde 1757 hasta 1857.
A través de De Beers y Gold Fields of South Africa, la empresa minera de oro que había comenzado recientemente con Charles Rudd, Rhodes tenía la capacidad y los medios financieros para hacer realidad su sueño de un imperio africano, pero para hacer que tales ambiciones fueran factibles, primero tendría que adquirir una Carta Real que le autorizara a tomar el control personal de los territorios relevantes en nombre de Reino Unido. Para asegurar esta Carta Real, tendría que presentar a Whitehall una concesión, firmada por un gobernante nativo, otorgando a Rhodes los derechos mineros exclusivos en las tierras que esperaba anexar.

## Concesión

### Carrera a Bulawayo

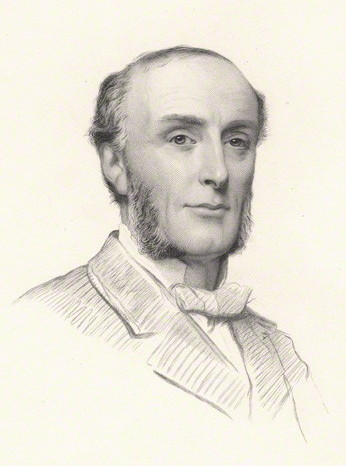
Lord Knutsford, el secretario colonial británico.

Rhodes enfrentó competencia por la concesión minera Matabelelandia de George Cawston y lord Gifford, dos financieros de Londres. Designaron como su agente a Edward Arthur Maund, quien había servido con Charles Warren en Bechuanalandia entre 1884 y 1885, y que hacia el final de este tiempo visitó a Lobengula como enviado oficial británico. Como Cawston y Gifford se encontraban en Inglaterra, les dio la ventaja de tener mejores conexiones con Whitehall, mientras que la ubicación de Rhodes en el Cabo le permitió ver la situación con sus propios ojos, además de poseer un capital financiero formidable y vínculos más estrechos con los administradores coloniales relevantes. En mayo de 1888 Cawston y Gifford le escribieron a lord Knutsford, el secretario colonial británico, para solicitar la aprobación de sus diseños.
La urgencia de negociar una concesión le quedó clara a Rhodes durante una visita a Londres en junio de 1888, cuando se enteró de la carta del consorcio londinense a Knutsford, y del nombramiento de Maund. Rhodes comprendió ahora que la concesión de Matabelelandia aún podía irse a otra parte si no aseguraba el documento rápidamente. Le dijo a Rothschild: «Alguien tiene que quedarse con el país, y creo que deberíamos tener la mejor oportunidad. Siempre he tenido miedo de las dificultades de negociar con el rey matabele. Es el único obstáculo para África Central porque, una vez que tengamos su territorio, el resto es fácil... el resto es simplemente un sistema de aldeas con jefes independientes».

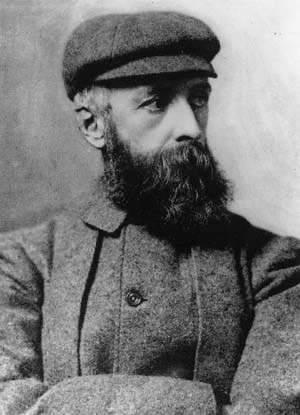
Charles Rudd fue elegido para dirigir a los negociadores de Rhodes debido a su experiencia previa en negociaciones con los agricultores bóeres.

Rhodes y Beit nombraron a Rudd para dirigir el grupo de negociadores debido a su larga experiencia en la compra de tierras bóer para la prospección de oro. Debido a que Rudd sabía poco de las costumbres y los idiomas africanos indígenas, Rhodes agregó a Francis «Matabele» Thompson, un empleado suyo que durante años había dirigido las reservas y los complejos que albergaban a los trabajadores negros en los campos de diamantes. Thompson hablaba con fluidez el setsuana, el idioma del pueblo tsuana ubicado al suroeste de Lobengula, por lo que podía comunicarse directa y articuladamente con el rey, que también conocía el idioma. James Rochfort Maguire, un abogado irlandés que Rhodes había conocido en Oxford, fue reclutado como tercer miembro.
Muchos analistas encontraron extraña la participación de este jurista sofisticado y mundano, y a menudo se argumenta que lo integraron para que pudiera redactar el documento en el elaborado lenguaje legal del Colegio de Abogados de Inglaterra, para que no pudiera ser impugnado. El historiador John Semple Galbraith sostiene, sin embargo, que el tipo de acuerdo que solicitó Rhodes fue relativamente sencillo y no justificó los esfuerzos realizados para asegurar la participación de Maguire. En su biografía de Rhodes, Robert I. Rotberg sugiere que contrató a Maguire para darle a la expedición de Rudd «un toque de clase y cultura», con la esperanza de que impresionaría a Lobengula y a sus rivales potenciales. Una de las ventajas del consorcio londinense era el prestigio de que gozaba Gifford en la alta sociedad, y quizá Rhodes esperaba contrarrestarlo a través de Maguire. El grupo de Rhodes tenía así nueve miembros: Rudd, Thompson, Maguire, J. G. Dreyer —conductor de carros neerlandés—, un quinto hombre blanco, un mestizo del Cabo, un afroamericano y dos sirvientes negros.
Maund llegó a Ciudad del Cabo a fines de junio de 1888 e intentó obtener la aprobación de Robinson para la propuesta de Cawston y Gifford. Robinson se mostró reservado en sus respuestas, y dijo que apoyaba el desarrollo de Matabelelandia por una empresa con este tipo de respaldo, pero que no podía apoyar a Gifford y Cawston mientras quedaran otros candidatos potenciales como Rhodes. Mientras el grupo de Rudd se reunía y se preparaba en Kimberley, Maund viajó hacia el norte y llegó a las minas de diamantes a principios de julio. El 14 de julio Lobengula otorgó una concesión minera que cubría todo su territorio a agentes representantes de un consorcio presidido por el empresario sudafricano Thomas Leask a cambio de la mitad de las ganancias. Al leer el documento, Leask se molestó por esta condición que, según él, quitaba cualquier interés económico de la concesión. Moffat le dijo a Leask que su consorcio no tenía los recursos para operar esta concesión de todos modos, a diferencia de Rhodes y Cawston. A sugerencia de Moffat, Leask decidió esperar y vender su concesión a cualquier gran grupo empresarial que consiguiera un nuevo acuerdo con Lobengula. Ni el grupo de Rhodes, ni el consorcio Cawston-Gifford, ni los funcionarios coloniales británicos se enteraron de inmediato de la concesión de Leask.
A principios de julio de 1888 Rhodes regresó de Londres y se reunió con Robinson para proponerle la creación de una compañía privilegiada, con él a la cabeza, con autoridad para administrar y desarrollar el centro-sur de África, y con poderes similares a los de las compañías de Borneo del Norte, la Británica de África Oriental y a la Real Compañía del Níger. Rhodes declaró que esta empresa tomaría el control de las áreas de Matabelelandia y Mashonalandia «no utilizadas» por las poblaciones locales, demarcaría las áreas reservadas para los indígenas y luego defendería el conjunto, mientras desarrollaba las áreas no asignadas a los nativos. De esta manera, concluyó, se protegerían los intereses de los matabele y mashona, y se desarrollaría el centro-sur de África, sin costar un penique al Tesoro de Su Majestad. Robinson le escribió a lord Knutsford el 21 de julio diciendo que sería prudente que Whitehall apoyara esta idea, ya que supuso que los bóeres recibirían la expansión británica en la cuenca del Zambeze-Limpopo mejor si se tratara de una empresa autorizada que si ocurriera con la creación de una nueva colonia de la Corona. Además, escribió una carta para que el grupo de Rudd la llevara a Bulawayo, recomendando a Rudd y sus compañeros a Lobengula.

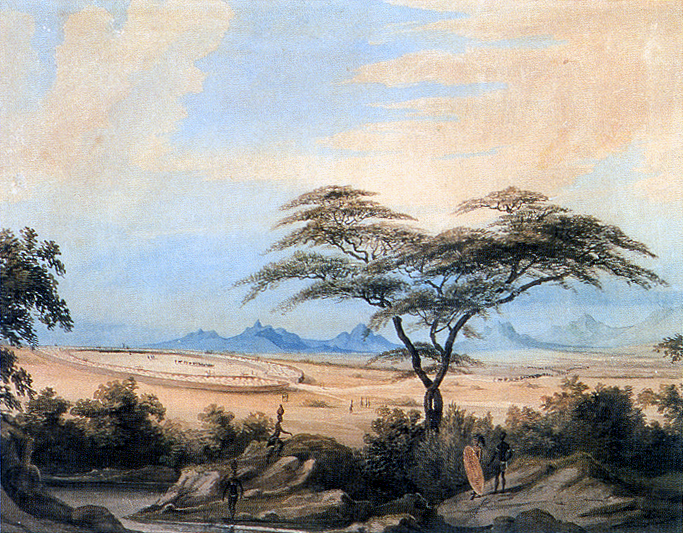
Un kraal matabele, representado por William Cornwallis Harris, en 1836.

Maund dejó Kimberley en julio mucho antes que el grupo de Rudd. La expedición de este último, con el respaldo de Robinson, aún estaba lejos de estar lista, pero partió de Kimberley el 15 de agosto. Moffat, que había dejado Shoshong en Bechuanalandia, estaba por delante de ambos grupos y llegó a Bulawayo a finales de agosto. El kraal real estaba lleno de negociadores blancos que esperaban obtener concesiones, pero habían obtenido pocos resultados a pesar de los obsequios ofrecidos al rey.
Entre Kimberly y Mafeking, Maund se enteró por Shippard de que Grobler había sido asesinado por un grupo de guerreros ngwato cuando regresaba al Transvaal y, en represalia, los bóeres amenazaron con atacar al líder ngwato, respaldado por los británicos, Khama III. Maund se ofreció como voluntario para ayudar a Khama III y escribió una carta a su empleador explicando que esto sentaría las bases para una subvención del rey ngwato. Cawston respondió en forma breve y le ordenó que se uniera a Bulawayo sin demora; Sin embargo, había pasado casi un mes y Maund había perdido su ventaja sobre Rudd. Después de ignorar una advertencia publicada por Lobengula en la Concesión Tati que prohibía la entrada a su territorio de cazadores y negociadores de concesiones, la expedición de Rudd llegó al kraal el 21 de septiembre de 1888, tres semanas antes que Maund.

### Negociaciones
Rudd, Thompson y Maguire se presentaron de inmediato a Lobengula, quien abandonó sus habitaciones privadas sin dudarlo para saludar de forma cortés a los visitantes. A través de un intérprete de sindebele, Rudd presentó a su grupo, explicó quiénes eran sus patrocinadores y ofreció 100 libras al rey.
A pesar de que durante unos días se había evitado el verdadero motivo de la expedición, Thompson le explicó al rey en setsuana lo que él y sus asociados querían discutir. Argumentó que sus patrocinadores, a diferencia de los bóeres, no buscaban tierras, sino que simplemente querían extraer el oro presente en la cuenca Limpopo-Zambeze. Solo hubo discusiones esporádicas durante las semanas siguientes. A Moffat, que había permanecido en Bulawayo, a veces el rey se le acercaba para pedirle consejo, y el misionero defendía sutilmente las peticiones de Rudd. Instó a Lobengula a trabajar junto a una entidad grande en lugar de muchas pequeñas empresas, y le dijo que esto le facilitaría la gestión del problema. Luego le informó al rey que Shippard iba a realizar una visita oficial durante octubre, y le aconsejó que no tomara una decisión hasta después de que esto terminara.
Acompañado por el capitán Hamilton Goold-Adams y 16 policías, Shippard llegó a mediados de octubre de 1888. Durante su estadía, el rey suspendió las negociaciones sobre las concesiones para dedicarse a las reuniones con él. El administrador colonial le dijo al rey que los bóeres anhelaban nuevas tierras y se preparaban para invadir su país; también defendió la causa de Rudd, argumentando que actuaba en nombre de una poderosa organización apoyada por la reina Victoria. Mientras tanto, Rhodes envió una serie de cartas a Rudd, advirtiéndole que Maund era su principal rival, y que debido a que los objetivos del consorcio de Londres coincidían tan estrechamente con los suyos, era esencial que Cawston y Gifford fueran derrotados o llevados a territorio de Rhodes. Con respecto a Lobengula, Rhodes aconsejó a Rudd que hiciera pensar al rey que la concesión funcionaría para él. «Ofrezca un barco de vapor en el Zambeze al igual que el que [Henry Morton] Stanley puso en el Alto Congo... Apéguese a la autonomía y a Matabelelandia para los matabele [,] estoy seguro de que esa es la forma».
Como octubre pasaba sin grandes avances, Rudd se impacientó y consideró regresar a las minas de oro de Witswatersrand, pero Rhodes insistió en que no podía dejar Bulawayo sin la concesión. «No debes dejar ningún vacío», instruyó Rhodes. «Deje a Thompson y Maguire si es necesario o espere hasta que pueda unirme... Si queremos algo, siempre debemos tener a alguien ahí». Como se le impidió salir, Rudd intentó enérgicamente persuadir a Lobengula para que entablara negociaciones directas con él, pero fue rechazado en forma reiterada. El rey solo accedió a mirar el borrador del documento, en su mayoría escrito por Rudd, justo antes de que Shippard partiera a fines de octubre. En esta reunión, Lobengula discutió los términos con Rudd durante más de una hora. Charles Helm, un misionero residente en los alrededores, fue convocado por el rey para que actuara como intérprete. Según Helm, Rudd hizo una serie de promesas orales a Lobengula que no estaban en el documento escrito, incluyendo «que no traerían más de 10 hombres blancos a trabajar en su país, que no excavarían en ningún lugar cerca de las ciudades, etc., y que ellos y su gente acatarían las leyes de su país y de hecho serían su pueblo».
Después de estas conversaciones con Rudd, Lobengula convocó una indaba («conferencia») de más de 100 izinDuna para presentarles los términos de concesión propuestos y evaluar sus opiniones. Pronto quedó en evidencia que la opinión estaba dividida: la mayoría de los izinDuna más jóvenes se oponían a la idea de cualquier concesión, mientras que el propio rey y muchos de los jefes mayores estaban abiertos a considerar la oferta de Rudd. La idea de un monopolio minero en manos de los poderosos patrocinadores de Rudd tenía sus ventajas, ya que pondría fin a la incesante proposición de concesiones por parte de los buscadores independientes, pero algunos exigían que continuara la competencia, y así permitir que los mineros rivales buscaran el favor de Lobengula.
Para muchos en la indaba, el problema más apremiante era la seguridad de Matabelelandia. Si bien Lobengula consideraba a los bóeres de Transvaal como adversarios más formidables en el campo de batalla que los británicos, sabía que Reino Unido era más prominente en el escenario mundial, y que mientras los bóeres querían tierras, el grupo de Rudd afirmaba estar interesado solo en la explotación minera y el comercio. Por lo tanto, Lobengula concluyó que si aceptaba las propuestas de Rudd, conservaría sus tierras y los británicos se verían obligados a protegerlo de las incursiones de los bóeres.

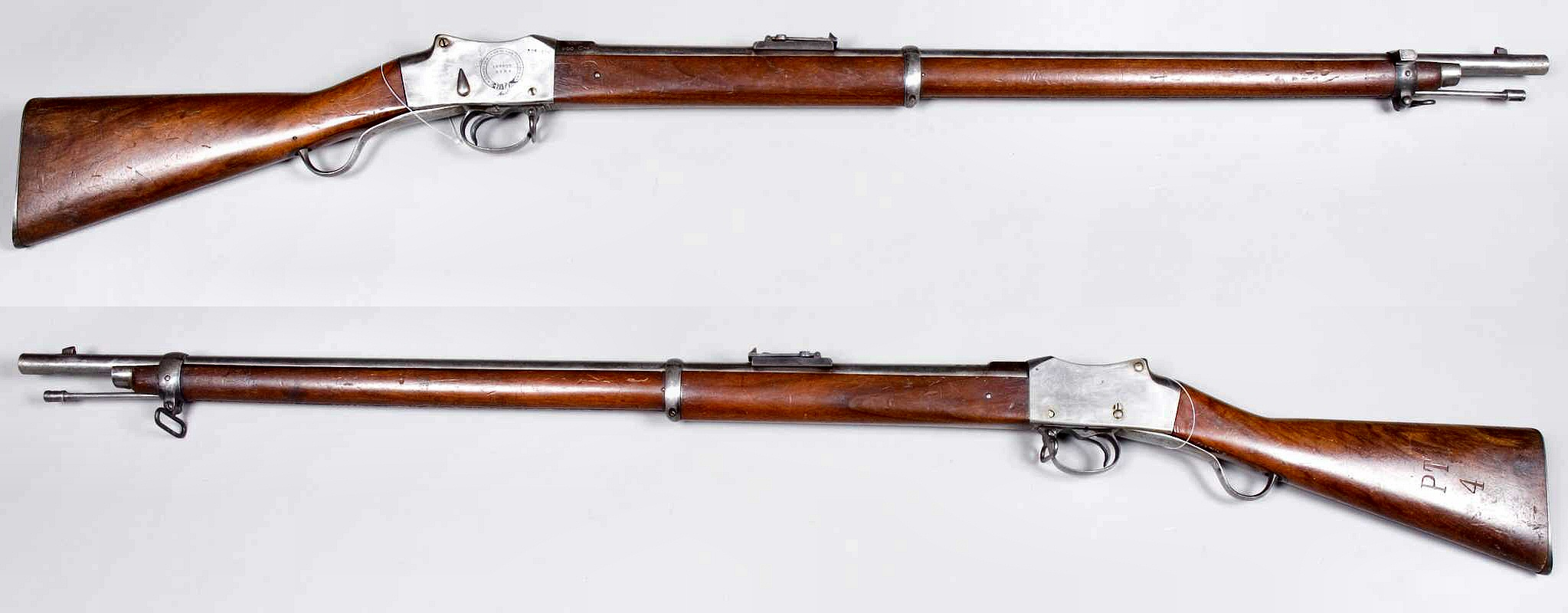
Los fusiles Martini-Henry ofrecidos por Rudd resultaron ser elementos clave para convencer a Lobengula de otorgar la concesión.

Los términos ofrecidos por Rudd fueron mucho más generosos de lo que podían ofrecer sus competidores. Si Lobengula estaba de acuerdo, los patrocinadores de Rudd proporcionarían al rey 1000 fusiles de retrocarga Martini-Henry, 100 000 cartuchos, un barco de vapor en el Zambeze —o 500 libras esterlinas—, y una pensión vitalicia de 100 libras esterlinas al mes. Más que el dinero, el rey quedó impresionado por las ofertas de armas: tenía en ese momento entre 600 y 800 fusiles, pero casi sin municiones. La propuesta de Rudd aumentaría considerablemente su arsenal, lo que podría resultar decisivo en caso de conflicto con la República Sudafricana. Las armas también podrían ayudarlo a mantener el control sobre las diferentes facciones de su reino. Lobengula hizo que Helm revisara el documento con él varias veces, con gran detalle, para asegurarse de que entendía correctamente lo que estaba escrito. Ninguna de las supuestas condiciones verbales de Rudd figuraba en el documento de concesión, lo que las hacía legalmente inaplicables —suponiendo que efectivamente existieran—, pero el rey aparentemente las consideró parte de la propuesta de acuerdo.
Las negociaciones finales comenzaron en el kraal real la mañana del 30 de octubre. Las conversaciones tuvieron lugar durante una indaba entre los izinDuna y el grupo de Rudd; el rey no estaba presente, pero se encontraba cerca. Los izinDuna preguntaron a Rudd y sus compañeros sobre los lugares donde planeaban realizar la explotación minera, a lo que respondieron que querían derechos que abarcaran «todo el país». Cuando los izinDuna plantearon sus objeciones, Thompson insistió: «No, debemos tener Mashonalandia, y hasta el Zambeze también; de hecho, todo el país». Según el relato de Thompson, esto causó cierta confusión en la indaba, cuyos miembros no parecían saber dónde estaban estas regiones. Uno de los jefes tribales declaró que «el Zambeze debe estar allí», apuntando hacia el sur en lugar de hacia el norte. Los representantes matabele luego prolongaron las conversaciones mediante «dilación y demostraciones de ignorancia geográfica», en palabras del historiador Arthur Keppel-Jones, hasta que Rudd y Thompson anunciaron que habían terminado de hablar y se levantaron para irse. Los izinDuna estaban algo alarmados por esto y les pidieron a los visitantes que por favor se quedaran y continuaran las discusiones. Estuvieron de acuerdo, y se decidió que el inDuna Lotshe y Thompson reportarían en conjunto el progreso del día al rey.

### Acuerdo
Después de hablar con Lotshe y Thompson, el rey todavía dudaba en tomar una decisión. Thompson apeló a Lobengula con una pregunta retórica: «¿Quién le da a un hombre una azagaya si espera ser atacado por él después?». Al ver la alusión a los fusiles Martini-Henry, Lobengula se dejó llevar por esta lógica, y se decidió a otorgar la concesión. «Tráeme el papel de mala muerte y lo firmaré», dijo. Thompson salió brevemente de la habitación para llamar a Rudd, Maguire, Helm y Dreyer. Se sentaron en un semicírculo alrededor del rey, que puso su firma en el documento, que dice:

Los señores Charles Dunnell Rudd de Kimberley, Rochfort Maguire de Londres y Francis Robert Thompson de Kimberley, en lo sucesivo llamados los cesionarios, tienen a bien convenir y convienen, y por el presente convenio están de acuerdo pagarme a mí, mis herederos y sucesores, la cantidad de dinero británico de 100 libras esterlinas, el primer día de cada mes lunar, y la entrega en mi kraal real de 1000 fusiles de retrocarga Martini-Henry, junto con 100 000 rondas de la correspondiente munición, 500 de dichos fusiles, y 50 000 cartuchos para ser enviados inmediatamente desde Inglaterra, y entregados en un tiempo razonable, y el resto de dichos fusiles y cartuchos serán entregados tan pronto como dichos cesionarios comiencen a trabajar con el instrumental de explotación dentro de mi territorio, y con la entrega en el río Zambeze de una barcaza de vapor convenientemente armada para la objetiva defensa de dicho río, o en lugar de dicho buque de vapor, pueda elegir, que se me pague la suma de dinero de 500 libras esterlinas, sobre la concesión de dichos presentes, yo, Lobengula, rey de Matabelelandia y Mashonalandia, y otros territorios contiguos, en el pleno ejercicio de mis soberanos poderes, y en presencia de mi consejo de izinDuna, realmente por la presente concedo y asigno a dichos cesionarios, sus herederos, representantes, conjuntamente o por separado, la completa contraprestación exclusiva sobre todos los minerales y metales contenidos y situados en mis reinos, principados y dominios, junto con el pleno poder que ellos puedan realizar cuantas consideraciones crean necesarias para ganar y procurar los mismos, y mantener, recoger, y disfrutar de las ganancias y réditos, si alguno, derivable de dichos metales. Los minerales sujetos al pago antedicho, y mientras que he sido continuamente importunado por diferentes personas que buscaban desear y obtener subvenciones y concesiones de tierra y derechos de minería en mis territorios, realmente por la presente apruebo a dichos cesionarios, sus herederos, representantes, que asignen y tomen los legales pasos necesarios para excluir de mis reinos, principados y dominios a todas las personas que buscan la tierra, metales, minerales, o derechos de minería, y realmente por la presente acuerdo darles la ayuda necesaria para que ellos de vez en cuando puedan requerir la exclusión de tales personas, y no conceder ninguna concesión de tierra o derechos de minería después de esta fecha sin su consentimiento y concurrencia, con tal de que si en cualquier momento el dicho pago mensual de cien libras esté atrasado por un periodo de tres meses, entonces esta subvención cesará y se disolverá tomando la fecha del último pago efectuado. Nada de lo contenido en estos presentes ampliará o afectará la subvención concedida por mi a los ciertos derechos de minería en la parte de mi territorio al sur del río Ramakoban, comúnmente conocida como la concesión Tati.

Cuando Lobengula colocó su firma en la parte inferior del documento, Maguire se volvió hacia Thompson y dijo: «Thompson, este es el mejor momento de nuestras vidas». Una vez que Rudd, Maguire y Thompson firmaron la concesión, Helm y Dreyer agregaron sus firmas como testigos, y Helm escribió un endoso al lado de los términos:

Por la presente certifico que el documento acompañante ha sido totalmente traducido y explicado por mí al rey Lobengula y todo su consejo de izinDuna, y que todos los prefectos constitucionales de la nación matabele han sido respetados antes de su firma en el mismo.
Charles Daniel Helm

Lobengula se negó a permitir que ninguno de los izinDuna firmara el documento. No está claro exactamente por qué hizo esto. La interpretación de Rudd fue que el rey consideró que ya habían sido consultados en la indaba del día, por lo que no consideró necesario que también firmaran. Keppel-Jones comenta que Lobengula podría haber sentido que sería más difícil desautorizar el documento más tarde si mostraba las firmas de sus izinDuna junto a la suya.

## Disputa sobre la validez

### Anuncio y recepción
A las pocas horas de firmar el documento, Rudd y Dreyer partieron hacia el sur para llevar el tratado a Rhodes, viajando en carro de mulas, el medio de transporte más rápido disponible. Thompson y Maguire se quedaron en Bulawayo para defender la concesión frente a otras posibles ofertas. Rudd llegó a Kimberly el 19 de noviembre de 1888, 20 días después de la firma del documento, y comentó con gran satisfacción que esto marcaba un récord que seguramente no se rompería hasta que el ferrocarril se instalara en el interior. Rhodes estaba entusiasmado con los resultados de Rudd y dijo que la concesión era «tan gigantesca como darle toda Australia a un solo hombre». Ambos de muy buen humor, viajaron a Ciudad del Cabo en tren y se encontraron con Robinson el 21 de noviembre.
Robinson estaba satisfecho y quería que el anuncio se hiciera público de inmediato, pero Rhodes sabía que los bóeres recibirían con aprensión la entrega de 1000 fusiles Martini-Henry; sugirió que esta cláusula del acuerdo se mantuviera en secreto hasta que las armas estuvieran en Bechuanalandia. Por lo tanto, Rudd preparó una versión del documento omitiendo la mención de los Martini-Henry, que fue aprobada por Rhodes y Robinson, y publicada en los periódicos Cape Times y Cape Argus el 24 de noviembre de 1888. Los artículos describían el precio acordado por el monopolio minero en la cuenca del Zambeze-Limpopo como «la gran retribución por un gran pago mensual en efectivo, un buque a vapor para misiones defensivas en el Zambeze y otros servicios». Dos días después, el Cape Times publicó una declaración de Lobengula:

Todos los derechos mineros en Matabelelandia, Mashonalandia y territorios vecinos del jefe matabele ya han sido asignados y, por lo tanto, se advierte a todos los buscadores de concesiones y especuladores de que su presencia en Matabelelandia es detestable a los ojos del jefe y del pueblo.
Lobengula

Sin embargo, el rey ya había comenzado a recibir informes que le indicaban que había sido engañado y que había «vendido su país». Comenzó a correr el rumor en Bulawayo de que con la concesión Rudd —como se conoció el documento—, Lobengula había otorgado derechos mucho mayores de lo que pensaba. Algunos matabele comenzaron a cuestionar el juicio del rey. Mientras las izinDuna se inquietaban, Moffat se preguntó si Lobengula podría mantener el control. Thompson fue citado por los izinDuna e interrogado durante más de diez horas antes de ser liberado; según Thompson, estaban «incluso dispuestos a sospechar del rey». Otros rumores que circulaban entre los residentes blancos del kraal anunciaban que una fuerza de filibusteros en la República Sudafricana quería derrocar a Lobengula y reemplazarlo con Gambo, un influyente inDuna. Horrorizado por estos acontecimientos, Lobengula intentó asegurar su posición desviando la culpa. Lothe, que había defendido el otorgamiento de la concesión, fue condenado por haber engañado al rey; fue ejecutado junto con su extensa familia y sus partidarios: más de 300 hombres, mujeres y niños. Mientras tanto, Rhodes y Rudd regresaron a Kimberley, y Robinson escribió al Ministerio de las Colonias en Whitehall el 5 de diciembre de 1888 para informar de los términos de la concesión Rudd.

### Embajada de Lobengula

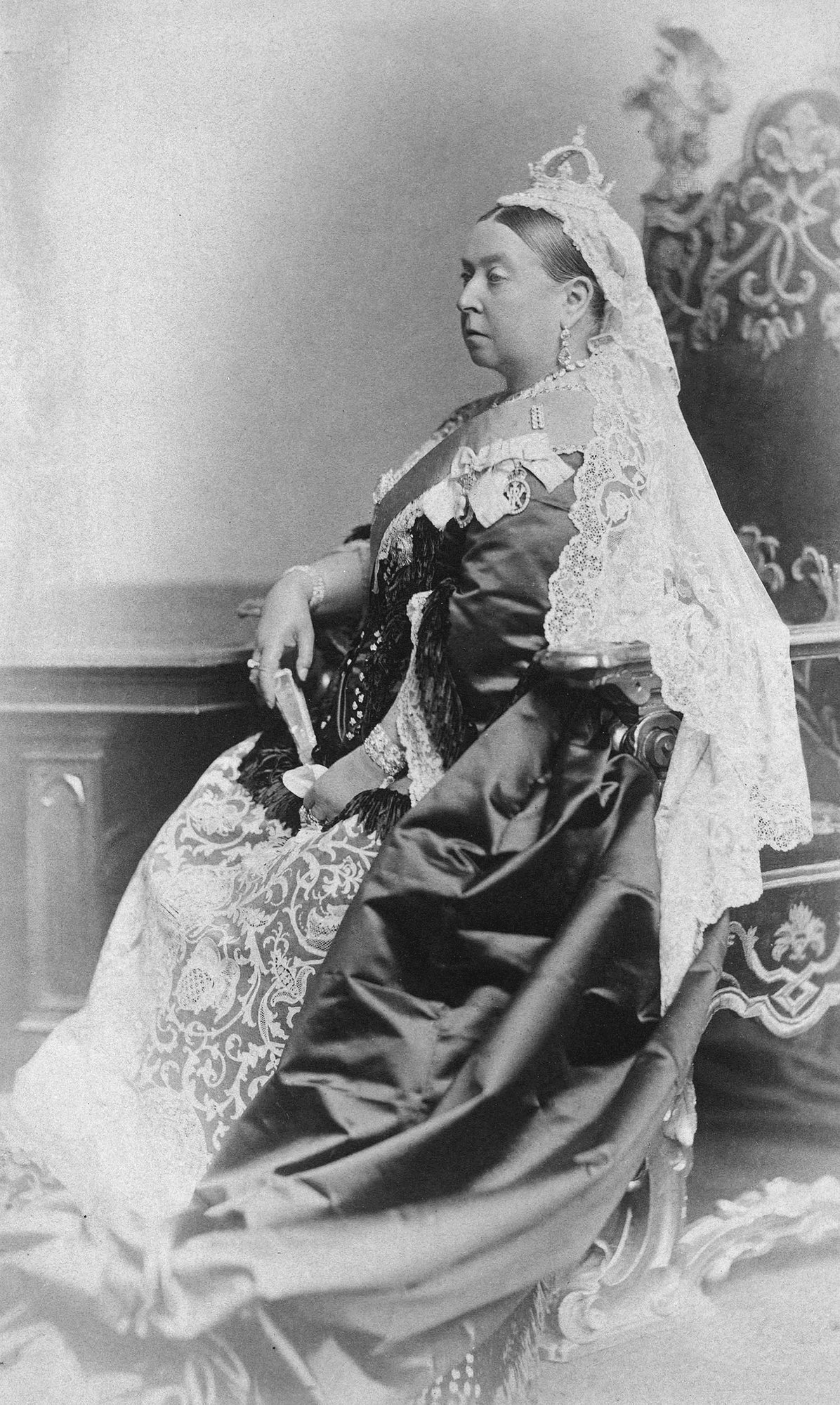
Los matabele designaron a la reina Victoria del Reino Unido como la «reina blanca». Lobengula envió emisarios a su encuentro para, entre otras cosas, confirmar su existencia.

Mientras aseguraba a Thompson y Maguire que solo había repudiado la idea de que había entregado su país, y no la concesión en sí —que les dijo que sería respetada—, Lobengula le pidió a Maund que acompañara a dos de sus izinDuna, Babayane y Mshete, a Inglaterra, para que pudieran reunirse con la reina Victoria. El objetivo oficial de esta visita era llevarle una carta para quejarse de las incursiones portuguesas en el este de Mashonalandia, pero de manera extraoficial, debía buscar consejo sobre la crisis en Bulawayo. La expedición también estuvo motivada por el simple deseo de Lobengula y sus asesores de saber si esta reina blanca realmente existía. La carta del rey terminaba con una solicitud a la reina para que enviara a uno de sus representantes a Bulawayo. Maund, quien vio esto como una segunda oportunidad para asegurarse su propia concesión, quizás a expensas de Rudd, dijo que estaría más que feliz de ayudar, pero Lobengula dudaba de su confiabilidad; cuando Maund planteó la posibilidad de una nueva concesión en el valle de Mazowe, el rey respondió: «Lleva a mis hombres a Inglaterra por mí, y hablaremos de esto cuando regreses». Johannes Colenbrander, un aventurero de Natal, fue reclutado para acompañar a los emisarios de Matabele y actuar como intérprete. Partieron a mediados de diciembre de 1888.
Al mismo tiempo, un grupo de buscadores de la Austral Africa Company liderados por Alfred Haggard se acercó a la frontera suroeste del territorio de Lobengula con la esperanza de obtener su propia concesión; al enterarse de esto, el rey honró uno de los términos de la Concesión Rudd al permitir a Maguire liderar un grupo de guerreros para repeler a Haggard. Mientras la carta de Robinson a lord Knutsford viajaba a Inglaterra por mar, el secretario colonial se enteró de la firma de la Concesión Rudd por Cawston y Gifford. Knutsford telegrafió a Robinson el 17 de diciembre para preguntarle si había algo de verdad en lo que el consorcio londinense le había dicho sobre la transferencia acordada de 1000 Martini-Henry: «Si los rifles son parte de la contraprestación, como se informó, ¿cree que habrá peligro de complicaciones debido a esto?». Robinson respondió de nuevo por escrito; adjuntó un informe de Shippard en el que este último explicaba cómo se había negociado la concesión, y su opinión de que los matabele tenían mucha menos experiencia con las armas que con las azagayas, por lo que no representaban una verdadera amenaza. Añadió que no sería diplomático entregar armas a Khama III y a los demás jefes locales mientras se las rehusaba a Lobengula, y que una Matabelelandia debidamente armada podría disuadir a los bóeres de intervenir.
Sorprendido por la noticia de una misión matabele a Londres, Rhodes intentó desacreditar públicamente las credenciales de los izinDuna y evitar que abandonaran África. Cuando los emisarios llegaron a Kimberley, Rhodes le pidió a su amigo y consejero Leander Starr Jameson —quien tenía el rango de inDuna, honrado por Lobengula años antes como agradecimiento por un tratamiento médico—, que invitara a Maund a su residencia. Este último sospechó, pero aceptó la invitación. Rhodes le ofreció a Maund incentivos económicos y profesionales para que abandonara la misión, pero Maund se negó, lo que provocó que Rhodes declarara furiosamente que le pediría a Robinson que lo detuviera en Ciudad del Cabo. Los emisarios matabele llegaron a Ciudad del Cabo a mediados de enero de 1889 y descubrieron que las amenazas de Rhodes eran reales; para retrasar su partida, Robinson desacreditó al grupo enviando telegramas al Ministerio de las Colonias en los que decía que Shippard había descrito a Maund como «peligroso» y «deshonesto», a Colenbrander como «absolutamente indigno de confianza», y a Babayane y Mshete como falsos izinDuna. Cawston telegrafió amargamente a Maund diciéndole que no tenía sentido intentar irse mientras Robinson continuara con estas actitudes.

### Acuerdo entre Rhodes y el consorcio de Londres
Rhodes llegó a Ciudad del Cabo para volver a hablar con Maund, pero su estado de ánimo había cambiado. Después de ver el mensaje de Lobengula a la reina Victoria, dijo que consideraba que la expedición matabele podría respaldar la concesión si el consorcio de Londres aceptaba unir sus intereses con los suyos. Le dijo a Maund que telegrafíe esta propuesta a sus empleadores en Londres. Maund especuló que el cambio de actitud de Rhodes estaba relacionado con la amenaza que representaba la misión matabele a su concesión; de hecho, la idea de un acercamiento de los dos rivales vino de lord Knutsford, quien el mes anterior había sugerido a Cawston y Gifford que tendrían muchas más posibilidades de obtener una Carta Real si combinaban sus intereses con los de Rhodes. Esta unificación, que puso fin a la larga lucha entre Rhodes y sus rivales londinenses, fue aceptada con alegría por ambos bandos; Cawston y Gifford ahora podían aprovechar los considerables recursos financieros y políticos de Rhodes, quien a su vez ya no tenía que temer a su competencia en la Concesión Rudd.
Sin embargo, la cuestión de la concesión de Leask, de la que se había enterado el grupo de Rudd en Bulawayo a finales de octubre, seguía sin resolverse. Rhodes estaba decidido a adquirirla porque, como le dijo a Rudd: «Puedo ver que incluso si la concesión [Leask] no tiene valor, lógicamente destruye la tuya». Este detalle se resolvió a finales de enero de 1889 cuando Rhodes llegó a un acuerdo con Leask y sus asociados, James Fairbairn y George Phillips, en 
Johannesburgo. Leask recibió 2000 libras esterlinas en efectivo, una participación del 10 % en la Concesión Rudd y el 10 % de su propio acuerdo con Lobengula. Fairbairn y Phillips recibieron una asignación anual de 300 libras esterlinas cada uno. Una vez eliminada la oposición de Rhodes, Robinson cambió su actitud hacia la misión matabele y telegrafió a Whitehall diciéndole que nuevas investigaciones finalmente habían confirmado que Babayane y Mshete eran jefes y, por lo tanto, se les podía permitir embarcar hacia Inglaterra.

### Investigación de Lobengula
Los artículos sobre la concesión publicados en periódicos sudafricanos comenzaron a llegar a Bulawayo a mediados de enero de 1889. William Tainton, uno de los residentes blancos del kraal real, tradujo un recorte de periódico para Lobengula, agregando algunos adornos propios: dijo que el rey había vendido su país, que los beneficiarios de la concesión podían excavar en busca de minerales donde quisieran, incluso dentro y cerca de los kraal, y que podían liderar un ejército en Matabelelandia para derrocar a Lobengula. El rey pidió a Helm que releyera y tradujera la copia de la concesión que quedaba en Bulawayo; Helm lo hizo y señaló que ninguna de las afirmaciones que había hecho Tainton se reflejaba en el documento. Lobengula luego dijo que quería dictar un anuncio. Helm se negó y Tainton tradujo y transcribió las palabras del rey:

Vi que se publicó en todos los periódicos que otorgué una concesión minera en todo mi país a charles dunell rudd, rochford maguire [sic] y francis robert thompson.
Como existe un gran malentendido al respecto, todas las acciones definidas por dicha concesión quedan suspendidas a la espera de una investigación que realizaré en mi país.
Lobengula

Este anuncio fue publicado en Bechuanaland News y Malmani Chronicle el 2 de febrero de 1889. Los izinDuna y los blancos de Bulawayo fueron convocados a una indaba, pero como Helm y Thompson no estaban presentes, el inicio de la investigación se pospuso hasta el 11 de marzo. Como en las negociaciones con Rudd y Thompson en octubre, Lobengula no participó directamente en la reunión. Los izinDuna interrogaron a Helm y Thompson durante largas horas y varios blancos dieron su opinión sobre la concesión. Un grupo de misioneros jugó un papel mediador. La oposición no fue liderada por los izinDuna sino que por el resto de blancos, en particular por Tainton.
Tainton y otros blancos opositores a la concesión argumentaron que el documento otorgaba a los beneficiarios todos los minerales, tierras, madera y recursos hídricos de la cuenca hidrográfica y, por lo tanto, equivalía a una compra de todo el país. Thompson, con el apoyo de los misioneros, insistió en que el acuerdo solo involucraba la extracción de metales y minerales, y que cualquier otra cosa que pudieran hacer los concesionarios estaba cubierta por el otorgamiento de la concesión de «pleno poder que puedan realizar cuantas consideraciones crean necesarias para ganar y procurar» los recursos. William Mzisi, un fengu de Ciudad del Cabo, quien había estado en los campos de diamantes de Kimberley, indicó que las operaciones mineras requerirían miles de hombres y no el puñado que Lobengula había imaginado. Agregó que cavar el suelo era equivalente a tomar el control: «Dices que no quieres tierra, pero ¿cómo puedes extraer oro sin ella?, ¿no está en la tierra?». Luego se le preguntó a Thompson sobre los lugares exactos donde la concesión autorizaba la excavación, y afirmó que el documento les autorizaba a realizar prospecciones y excavaciones en todo el país.
Algunos izinDuna sospecharon de Helm porque todos los visitantes blancos de Bulawayo se reunieron con él antes de ver al rey. Este recelo se vio reforzado por el hecho de que Helm había sido durante algún tiempo el administrador de correo de Lobengula y, por lo tanto, manejaba todas las cartas que llegaban al kraal. Se le acusó de haber ocultado al rey los verdaderos objetivos de la concesión y de haber modificado deliberadamente los precios que pagaban los comerciantes por el ganado matabele, pero ninguna de estas dos acusaciones pudieron probarse. En el cuarto día de la investigación, se preguntó a Elliot y Rees, dos misioneros de Inyati, a unos 60 km al noreste de Bulawayo, si se podrían obtener derechos mineros exclusivos por sumas similares en otros países, como afirmaba Helm; respondieron de forma negativa. Los izinDuna concluyeron que Helm o los misioneros debían estar mintiendo. Elliot y Rees intentaron convencer sin éxito a Lobengula de que los hombres honestos no siempre tenían necesariamente las mismas opiniones.
Durante la investigación, Thompson y Maguire recibieron una serie de amenazas y tuvieron que tolerar otras vejaciones menores. Ignorando las costumbres africanas, las actitudes de Maguire empeoraron su caso. Un día limpió su dentadura postiza en lo que los matabele consideraban un manantial sagrado y vertió accidentalmente unas gotas de agua de Colonia; los nativos interpretaron esto como un deseo deliberado de envenenar la fuente, y afirmaron que Maguire practicaba la brujería y que pasaba las noches cabalgando por los alrededores en una hiena.
Rhodes envió los primeros envíos de fusiles a Bechuanalandia en enero y febrero de 1889 a razón de 250 por mes y pidió a Jameson, Frederick Rutherfoord Harris y a un comerciante de Shoshong, George Musson, que los enviaran a Bulawayo. Lobengula había aceptado los pagos financieros descritos en la Concesión Rudd —y continuó así durante los años siguientes—, pero cuando llegaron las armas a principios de abril, se negó a aceptarlas. Jameson colocó las armas bajo una lona en el campamento de Maguire, permaneció en el kraal durante diez días y luego regresó al sur con Maguire, dejando atrás los fusiles. Unas semanas más tarde, Lobengula dictó una carta para que Fairbairn le escribiera a la reina Victoria, en la que argumentó que no había querido otorgar derechos mineros y que él y los izinDuna revocaban el reconocimiento del documento.

### Encuentro con la reina Victoria

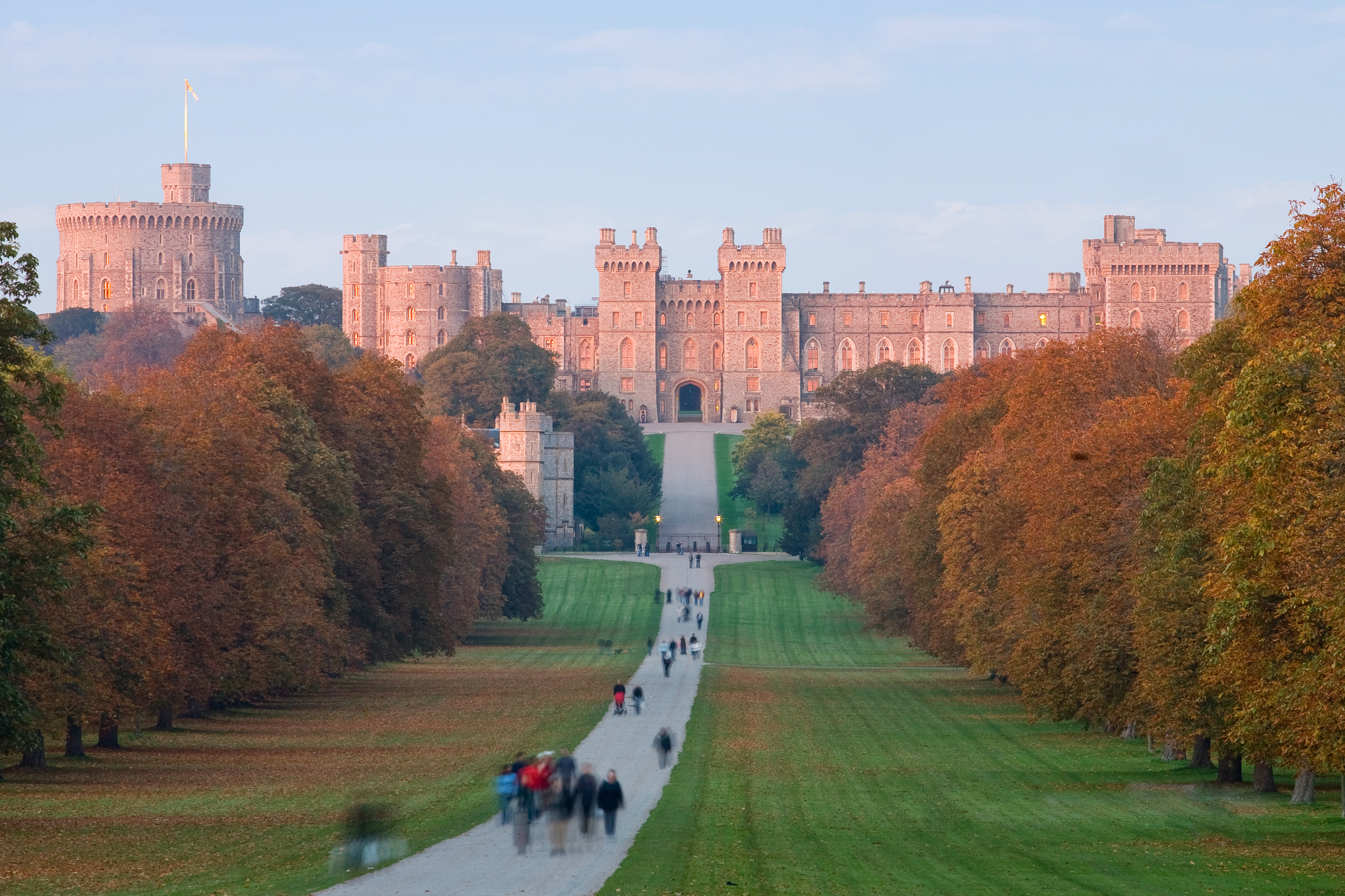
El castillo de Windsor, donde la reina Victoria recibió a los emisarios matabele en marzo de 1889.

Después de su larga espera en Ciudad del Cabo, Babayane, Mshete, Maund y Colenbrander se embarcaron en el Moor para llegar a Inglaterra y desembarcaron en Southampton a principios de marzo de 1889. Llegaron a Londres en tren y se alojaron en el Hotel Berners en Oxford Street, antes de ser invitados al castillo de Windsor dos días después. Inicialmente se planeó que solo los dos izinDuna y su intérprete participaran en la reunión diplomática, ya que Maund no podía asistir debido a que era un súbdito británico, pero lord Knutsford logró obtener una excepción para Maund porque Babayane y Mshete se negaron a ir sin él; el secretario colonial indicó que sería lamentable para todos que esta reunión fuera bloqueada por tal detalle del protocolo. Los emisarios se reunieron con la reina y le entregaron la carta de Lobengula, así como también un mensaje oral para ella.
Los izinDuna permanecieron en Londres durante todo el mes de marzo y participaron en varias recepciones en su honor, incluida una organizada por la Sociedad de Protección de los Aborígenes. La Sociedad había enviado una carta a Lobengula advirtiéndole que sea «cauteloso y firme a la hora de resistir las propuestas que no reportaran benificios a usted ni a su gente». Los diplomáticos visitaron diversas atracciones en la capital británica, incluido el Zoológico de Londres, el Teatro Alhambra y el Banco de Inglaterra. Los anfitriones británicos les mostraron a los jefes matabele la lanza del rey zulú Cetshwayo que colgaba de una de las paredes del castillo de Windsor, y los llevaron a presenciar maniobras militares en Aldershot organizadas por Evelyn Wood, el comandante que había derrotado a los zulúes en 1879, y que trajo la lanza a Inglaterra. Lord Knutsford organizó dos reuniones más con los izinDuna, y en la segunda les dio la respuesta de la reina a Lobengula, que se limitó a vagas garantías de buena voluntad. Satisfechos, los emisarios partieron rumbo a casa.

### Concesión de la Carta Real
A finales de marzo de 1889, cuando los izinDuna estaban a punto de salir de Londres, Rhodes llegó para concretar y formalizar el acuerdo con Cawston y Gifford. Para su pesar, el Ministerio de las Colonias había recibido quejas contra la Concesión Rudd por parte de varios empresarios y sociedades humanitarias de Londres, y lord Knutsford sintió que no podía aprobarla debido a su ambigüedad, y al hecho de que Lobengula ya no parecía estar a su favor. Rhodes inicialmente acusó a Maund de ser responsable de esta situación, pero finalmente aceptó que no era su culpa. Le dijo que regresara a Bulawayo presentándose como un consejero imparcial para intentar convencer al rey de que vuelva a aceptar el tratado; de lo contrario, tenía que obtener la mayor cantidad posible de subconcesiones.
En Londres, cuando se formalizó la fusión, Rhodes y Cawston buscaron figuras públicas para formar parte del consejo de administración de su futura compañía privilegiada. Reclutaron al duque de Abercorn, un próspero noble irlandés y terrateniente con propiedades en Donegal y Escocia, para presidir la compañía, y al conde de Fife —futuro duque de Fife, luego de su matrimonio con la hija del príncipe de Gales—, como su suplente. El tercer y último miembro del comité fue el sobrino y aparente heredero del conde Grey, Albert Grey, quien era un imperialista acérrimo que ya estaba involucrado en el sur de África. En un intento por congraciarse con lord Salisbury, Rhodes concedió el puesto de consejero permanente de la futura empresa al hijo del primer ministro, lord Robert Cecil. Horace Farquhar, un influyente financiero londinense y amigo del príncipe de Gales, se incorporó al comité ese mismo año por sugerencia del conde de Fife.
Rhodes pasó los meses siguientes reuniendo apoyo para su causa en el West End, la City de Londres y ocasionalmente en las propiedades rurales de la aristocracia terrateniente. Así, consiguió el apoyo de, entre otros, el influyente imperialista Harry Johnston, Alexander Livingstone Bruce —miembro de la junta directiva de la Compañía de África Oriental— y lord Balfour de Burleigh. Con la participación activa de lord Grey y el apoyo continuo de lord Salisbury, la causa de Rhodes ganó influencia para junio de 1889. La fusión con el consorcio de Londres se completó y Whitehall parecía haber abandonado sus reservas sobre la validez de la Concesión Rudd. La oposición a la carta en el Parlamento y en otros lugares se debilitó y con la ayuda de los contactos de Rhodes en la prensa, incluido William Thomas Stead, editor del Pall Mall Gazette, los medios de comunicación comenzaron a apoyar la idea de una compañía privilegiada para el centro-sur de África. Sin embargo, en el mismo junio de 1889, justo cuando el Ministerio de las Colonias estaba a punto de otorgar la Carta Real, llegó a Londres la carta escrita dos meses antes por Lobengula, en la que desautorizaba la Concesión Rudd.
En Londres, Maguire escribió al Ministerio de las Colonias para cuestionar la naturaleza de la carta, argumentando que no llevaba la firma de aprobación de un misionero imparcial. También le escribió a Thompson, que todavía estaba en Bulawayo, para preguntarle si había alguna evidencia de que el rey había sido engañado durante la redacción de la carta de repudio. Al mismo tiempo, los estridentes ataques de Robinson a los opositores de la Concesión Rudd en el Parlamento llevaron a lord Salisbury a reemplazarlo por Henry Brougham Loch. Rhodes afirmó no estar preocupado y le dijo a Shippard en una carta que «la política no se modificará». De hecho, a fines de junio de 1889, a pesar de la remoción de Robinson y el escándalo causado por la carta de Lobengula, Rhodes había logrado sus objetivos. Las preocupaciones de lord Salisbury sobre el expansionismo portugués y alemán en África, junto con la presión personal de Rhodes en Londres, llevaron al primer ministro a aceptar la concesión de una Carta Real. Rhodes regresó victorioso a Ciudad del Cabo en agosto de 1889, mientras que en Londres Cawston supervisó los preparativos finales para el establecimiento de la compañía privilegiada.

Bandera de la Compañía Británica de Sudáfrica.

Poco después de llegar a Ciudad del Cabo, Rhodes le escribió a Maund: «Mi parte está hecha, se otorgó la Carta apoyando a la Concesión Rudd y que nos proporcionó el interior… Tenemos todo el asunto reconocido por la reina e incluso si finalmente tuviéramos alguna dificultad con el rey [Lobengula], de ahora en adelante la gente de la metrópoli siempre nos considerará como en posesión de los minerales[;] entienden bien que los potentados salvajes a menudo cambian de opinión». Unas semanas más tarde, volvió a escribirle a Maund con la Carta Real en vigor: «lo que sea que [Lobengula] haga ahora no afectará el hecho de que cuando haya una ocupación blanca del país, nuestra concesión se hará cumplir siempre y cuando los ingleses y no los bóeres tomen el control del país». El 29 de octubre de 1889, casi un año después de la firma de la Concesión Rudd, la compañía privilegiada de Rhodes, la Compañía Británica de Sudáfrica, recibió oficialmente la Carta Real de la reina Victoria. La legitimidad de la concesión estaba ahora garantizada por la Carta Real y, por tanto, por la Corona británica, lo que la hacía prácticamente inexpugnable.

## Consecuencias

### Ocupación de Mashonalandia

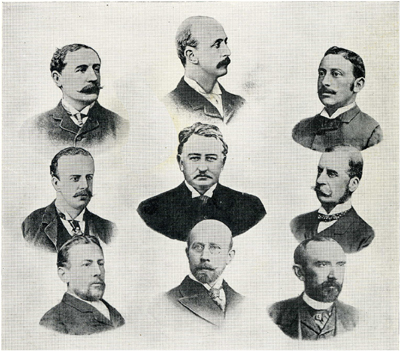
La primera junta directiva de la Compañía Británica de Sudáfrica, en 1889.

Babayane y Mshete habían regresado a Bulawayo en agosto con Maund, y Lobengula había escrito inmediatamente una carta a Whitehall reafirmando que «si la reina entiende que he cedido todo el país, no es así». Sin embargo, la carta no llegó al Ministerio de las Colonias de Londres hasta finales de octubre, demasiado tarde para marcar una diferencia. Al mismo tiempo, los británicos designaron a un residente oficial en Bulawayo según lo solicitado por Lobengula; sin embargo, el rey se molestó cuando se enteró de que era Moffat. Maund le dijo a Lobengula que la concesión era legal más allá de toda duda y que no tenía más remedio que aceptarla. El soberano lamentó la situación a Helm: «¿Alguna vez has visto a un camaleón atrapar una mosca? El camaleón se para detrás de la mosca y permanece inmóvil durante algún tiempo, luego se mueve muy lenta y suavemente, avanzando primero una pata y luego la otra. Finalmente, cuando está dentro del alcance, lanza su lengua y la mosca desaparece. Inglaterra es el camaleón y yo soy esa mosca».
La Carta Real obligaba a la Compañía Británica de Sudáfrica a seguir siendo «británica de naturaleza y de residencia», y definía su área de operación de una manera extremadamente vaga: tenía derecho a operar en el norte de Bechuanalandia y Transvaal y al oeste de Mozambique, pero no se indicaron los límites norte y oeste. Esto fue deliberado para permitir que Rhodes adquiriera tanto territorio como pudiera sin interferencias. La Compañía asumió la responsabilidad de la mantención de la paz y el orden en sus territorios y podía hacerlo «en la forma que considere necesaria». Por lo tanto, tenía la autoridad para mantener la fuerza policial y tenía, entre otras tareas, abolir la esclavitud, prohibir la venta de alcohol a los nativos y proteger las tradiciones locales. Por lo demás, la Carta Real de la Compañía era extremadamente ambigua para que pudiera operar libre e independientemente, y para administrar y desarrollar los territorios adquiridos mientras generaba ganancias.
Rhodes capitalizó la Compañía por una suma de un millón de libras, repartida en acciones de una libra, y usó sus otras compañías para inyectar capital en su nuevo negocio. De Beers y Gold Fiels invirtieron 200 000 libras y 100 000 libras, respectivamente, mientras que Rhodes contribuyó personalmente con 45 000 libras. Finalmente, casi la mitad del capital de la Compañía estaba en manos de sus principales administradores, en particular Rhodes, Beit, Rudd y sus asociados. Rhodes y sus asociados se propusieron ganar millones en los años venideros, lo que el historiador Robert Blake describió como «uno de los actos menos meritorios de Rhodes». Contrariamente a lo que creían Whitehall y la opinión pública, la Concesión Rudd inicialmente no era propiedad de la Compañía Británica de Sudáfrica, sino de una compañía auxiliar de Rhodes y sus asociados llamada Central Search Association, que se había fundado silenciosamente en Londres en 1889. La concesión fue finalmente vendida a la Compañía por un millón de libras en 1891. Cuando los funcionarios del Ministerio de las Colonias descubrieron la artimaña ese mismo año, aconsejaron a lord Knutsford que revocara la concesión, pero no se tomó ninguna medida.
Rhodes se convirtió en primer ministro de la Colonia del Cabo en julio de 1890 con el apoyo de los afrikáneres del Cabo, y anunció que su primer objetivo era la ocupación de la cuenca del Zambeze-Limpopo. En pocos meses su Compañía había creado la Columna de los Pioneros, compuesta por un centenar de voluntarios cuya misión era ocupar y comenzar el desarrollo de Mashonalandia. Con este fin, sus filas se llenaron de hombres de todos los rincones de la sociedad del sur de África, incluidos, ante la insistencia de Rhodes, varios hijos de las principales familias del Cabo. Cada pionero recibiría 12 km² de tierra y 15 derechos de prospección como recompensa por sus servicios.
Lobengula aceptó con calma la expedición a instancias de su amigo Jameson, pero muchos izinDuna se indignaron por lo que vieron como una apropiación del territorio matabele. Liderados por el mayor Frank Johnson y el famoso aventurero Frederick Courtney Selous, y escoltados por 500 oficiales de la Policía de la Compañía Británica de Sudáfrica comandados por el teniente coronel Edward Pennefather, los pioneros evitaron el corazón de los territorios de Lobengula al avanzar hacia el noreste de Bechuanalandia y luego hacia el norte. En el camino fundaron Fort Tuli, Fort Victoria y Fort Charter, y se detuvieron en el sitio de la futura capital, Fort Salisbury —llamada así por el primer ministro—, el 12 de septiembre de 1890, e izaron la bandera del Reino Unido durante una ceremonia la mañana siguiente.
La administración de Mashonalandia no resultó rentable de inmediato para la Compañía y sus inversionistas; esto estaba en parte relacionado con el costo de la fuerza policial, que Rhodes redujo drásticamente en 1891 para ahorrar dinero. También hubo un problema con la propiedad de las tierras, ya que el Reino Unido reconoció que la Compañía poseía el subsuelo de Mashonalandia, pero no el terreno en sí; por lo tanto, la Compañía no podía otorgar títulos de propiedad ni recibir rentas ni otros pagos de los agricultores.

### Concesión Lippert
Edward Renny-Tailyour, en representación del empresario de Hamburgo Eduard Lippert, primo lejano de Beit, estaba tratando de obtener una concesión de Lobengula a principios de 1888. Rhodes vio las actividades de Lippert como una intromisión no deseada e intentó varias veces sin éxito negociar con él. En abril de 1891, Renny-Tailyour anunció que había llegado a un acuerdo con Lobengula: a cambio del pago de 1000 libras esterlinas por adelantado y 500 libras esterlinas anuales, el rey concedió a Lippert derechos exclusivos para administrar el comercio, la acuñación de moneda, el establecimiento de bancos y realizar transacciones comerciales en territorio de la compañía privilegiada. La autenticidad de este documento fue cuestionada, en gran medida porque los únicos testigos que lo firmaron, además del inDuna Mshete, eran socios de Renny-Tailyour, uno de los cuales pronto atestiguó que Lobengula había creído que estaba otorgando una concesión al hijo de Theophilus Shepstone, y que Lippert era sólo un intermediario. Por lo tanto, la Concesión Lippert tenía muchos defectos, pero Lippert consideró que podía obtener un buen precio de la Compañía; exigió 250 000 libras en efectivo o en acciones.
Rhodes, respaldado por el nuevo alto comisionado Loch, calificó la Concesión Lippert como falsa y acusó a los agentes locales de Lippert de ser enemigos de la paz. Loch declaró que todas las concesiones que no tuvieran la aprobación del alto comisionado británico eran inválidas, y aseguró a Rhodes que si Lippert intentaba hacer público su acuerdo, emitiría una proclamación condenando el incumplimiento de la Concesión Rudd y la Carta Real, y emprendería acciones legales. El Ministerio de las Colonias también consideró que las reclamaciones de Lippert invadían la Concesión Rudd y la Carta Real. Tranquilizado por el apoyo del gobierno británico, Rhodes declaró que no pagaría el precio de Lippert, que describió como chantaje, pero después de consultar con Beit, decidió que negarse a comprar la participación de Lippert podría conducir a procedimientos judiciales prolongados e igualmente costosos, que no podían estar seguros de ganar, por lo que Rhodes le pidió a Bait que comenzaran a negociar. El documento de Lippert resultó ser de particular interés para Rhodes, ya que incluía una concesión de tierras de la que carecía la Compañía y que era necesaria para que Whitehall reconociera formalmente su posesión del territorio ocupado en Mashonalandia. Después de dos meses de discusiones difíciles, Rudd tomó la iniciativa en las negociaciones. Lippert y él aceptaron el 12 de septiembre de 1891 que la Compañía obtuviera la concesión con la condición de que fuera formalizada más oficialmente por Lobengula; a cambio, la Compañía le otorgaría 190 km² de terreno de su elección en Matabelelandia (con todos los derechos mineros), 30 000 acciones de la Compañía y otros incentivos financieros.
El éxito de este plan dependía de que Lobengula continuara creyendo que Lippert actuaba contra Rhodes y no en su nombre. El religioso Moffat estaba profundamente preocupado por lo que llamó la «inmoralidad palpable» de este engaño, pero accedió a no interferir porque consideraba que Lobengula era tan poco confiable como Lippert. Con Moffat presente como testigo, Lippert hizo valer su cuota de mercado en noviembre de 1891 al obtener del rey matabele derechos exclusivos sobre la tierra durante un siglo en los territorios controlados por la Compañía, incluido el permiso para fundar granjas y pueblos, en lugar de lo estipulado en abril. Según lo acordado, Lippert vendió estos derechos a la Compañía y Loch aprobó la concesión expresando su satisfacción con la resolución del problema de derechos sobre las tierras. En un memorando interno de Whitehall, el Ministerio de las Colonias comentó afablemente cuán oportunamente se había eliminado ese obstáculo administrativo. Los matabele no tuvieron conocimiento de este subterfugio hasta mayo de 1892.

### Conquista de Matabelelandia

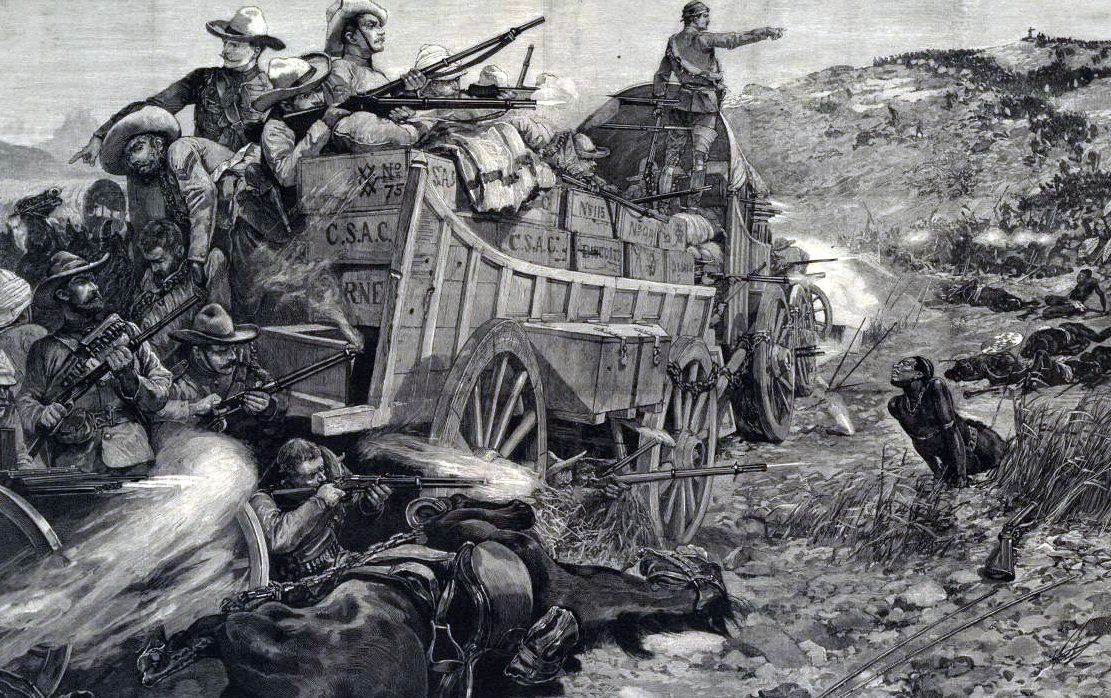
En la batalla de Shangani, el 25 de octubre de 1893, durante la primera guerra matabele, 700 soldados de la Compañía derrotaron a más de 3000 guerreros matabele, matando a unos 1500 y perdiendo sólo cuatro de los suyos. Tales victorias fueron posibles gracias a la ametralladora Maxim.

El debilitado reino matabele de Lobengula luchó por coexistir con los asentamientos de la Compañía en Mashonalandia y al norte del Zambeze durante un año más. El rey estaba enojado por la falta de respeto que percibía que los funcionarios de la Compañía tenían hacia su autoridad, su insistencia en que su reino estaba separado del territorio de la Compañía por una línea entre los ríos Shashe y Hunyani, y sus demandas de que detuviera las ataques de sus impi a las aldeas mashonas. Cuando los guerreros matabele masacraron a mashonas cerca de Fort Victoria en julio de 1893, Jameson, a quien Rhodes había designado administrador de la Compañía en Mashonalandia, intentó sin éxito detener la violencia en un indaba. Lobengula se quejó de que la compañía privilegiada había «venido no sólo a buscar oro, sino también a robarme a mi gente y a mi país». Supervisando los eventos desde Ciudad del Cabo, Rhodes evaluó la preparación militar de Jameson y le telegrafió «Lea Lucas 14, 31». Jameson respondió: «Muy bien. He leído Lucas 14, 31».
El 13 de agosto de 1893, Lobengula se negó a aceptar el pago que se le debía según los términos de la Concesión Rudd, afirmando: «Este es el precio de mi sangre». Al día siguiente, Jameson firmó un acuerdo secreto con los colonos de Fort Victoria en el que a cada uno le prometió 24 km² de tierras de cultivo, 20 títulos de prospección minera y una parte del ganado de Lobengula a cambio de su participación en la guerra contra Matabelelandia. Lobengula volvió a escribir a la reina Victoria e intentó enviar a Mshete a encabezar una nueva misión diplomática en Inglaterra, pero Loch encarceló a los izinDuna en Ciudad del Cabo durante unos días antes de enviarlo a casa. Después de algunas escaramuzas, estalló la primera guerra matabele en octubre de 1893. Las tropas de la Compañía avanzaron hacia Bulawayo utilizando la extraordinaria potencia de fuego de las ametralladoras Maxim para aplastar a las fuerzas de Lobengula, que eran muy superiores en número. El 3 de noviembre, con los blancos cerca de Bulawayo, el rey abandonó y prendió fuego al asentamiento, pero los colonos inmediatamente erigieron edificios sobre las ruinas. Jameson envió hombres al norte para capturar al rey, pero esta columna cesó su persecución a principios de diciembre después de que las tropas de Lobengula tendieran una emboscada y mataran a 34 soldados británicos de vanguardia, que habían sido enviados a cruzar el río Shangani. Lobengula logró huir pero murió de viruela en el norte de su país el 22 o 23 de enero de 1894.
Matabelelandia fue conquistada, y los jefes tribales matabele aceptaron unánimemente la paz con la Compañía en una indaba celebrada a fines de febrero de 1894. Posteriormente, Rhodes financió la educación de tres de los hijos de Lobengula. El nombre Rodesia, utilizado por la mayoría de los primeros colonos para designar las posesiones de la Compañía, fue formalizado por la misma en mayo de 1895 y por el Reino Unido en 1898. Las tierras al sur del Zambeze se convirtieron en Rodesia del Sur, mientras que las del norte se dividieron entre el Rodesia del Noroeste y del Nordeste, que se unificaron para formar Rodesia del Norte en 1911. Durante las tres décadas de administración de la Compañía, se construyeron ferrocarriles, líneas telegráficas y carreteras en los territorios previamente vírgenes, y la inmigración de decenas de miles de colonos blancos permitió la formación de una vasta industria minera y el desarrollo del cultivo del tabaco; por otro lado, el modo de vida tradicional de las poblaciones indígenas se vio alterado por la introducción de la cultura, las técnicas y las infraestructuras occidentales. Rodesia del Sur, que atrajo a la mayor parte de los colonos y la inversión, se volvió rentable en 1912, mientras que Rodesia del Norte continuó haciendo perder millones de libras a la Compañía hasta la década de 1920. Tras un referéndum en 1922 y el fin de los estatutos de la Compañía en 1923, el gobierno británico otorgó el gobierno responsable a Rodesia del Sur, lo que la convirtió en una colonia autónoma. Rodesia del Norte se convirtió en un protectorado británico administrado directamente por el Ministerio de las Colonias.